# 萩谷慧悟
萩谷 慧悟（はぎや けいご、1996年11月7日 - ）は、日本の俳優、声優であり、5人組ボーイズグループ・7ORDERのドラマーである。埼玉県出身。

## 来歴
2007年12月、ジャニーズ事務所へ入所。
2016年、『ジャニーズ銀座2016』ホームページの更新により安井謙太郎、真田佑馬、森田美勇人らとともに、ユニット「Love-tune」のメンバーとして活動することが発表された。
2018年11月30日、有料公式サイト「ジャニーズジュニア情報局」にて同日付でジャニーズ事務所を退所したことが発表された。
2019年1月10日、舞台『仮面ライダー斬月』へ出演。同年4月11日、オフィシャルブログを開設した。
同年3月31日、東京ドームシティプリズムホールで行われたイベント『真田佑馬と阿部顕嵐のつなげるつなげるつなげる』に、安井以外の元Love-tuneのメンバーが出演、この日舞台千秋楽だった萩谷もテレビ電話を通じて出演した。また5月22日には、『7ORDER project』が始動。萩谷も含めイベントに参加した6人に安井が合流し、7人での活動を再開。
2020年12月17日、公式Twitterを開設。
2020年12月1日、初の冠レギュラーラジオ番組、『7ORDER萩谷慧悟のNACK7』がスタートする。
2021年8月14日、初の単独写真集である『HORIZON』を発売する。
2022年1月21日、 『テクノロイド』シリーズにライト役で出演、声優デビューを果たす。
2022年5月22日、公式Instagramを開設。

## 人物
愛称は、はぎちゃん、けいちゃん。常に冷静沈着で周囲にアドバイスをすることが多いため、7ORDER内での立ち位置は「真面目」となっている。好きなお酒はワイン。『仮面ライダー鎧武』シリーズの舞台に出演した際は、TV本編全話を視聴してから挑むなど真摯な姿勢で作品に向き合っている。真面目過ぎるあまり、ドラマーでありながらボーカルよりも撮影カメラを凝視してしまう癖があり、メンバーからは「こっち見んな萩谷」と弄られている。

### 趣味
スキューバダイビング
プロライセンスの資格である『ダイブマスター』を持っており、海洋ごみ問題などに対しての啓蒙活動も行っている。また三宅島観光協会の公式サイトでインタビューを受けたりと、ダイバーとしての仕事も増えてきている。
サバイバルゲーム
7ORDERでサバイバルゲームに行った際は、自前のコレクションからメンバー分の銃を準備してくれた。2020年には男性が表紙を飾ることが珍しいサバゲーの専門誌『PEACE COMBAT』の表紙を飾った。
アニメ
自宅は漫画やフィギュアといった大事なモノで溢れており、メンバーであっても入室は断っている。声優になるため、俳優業と別でレッスンを受けていた。
動物
アナホリフクロウを飼っている。『フィーロ』という名前を付けており、イタリア語で「糸」という意味である。
美容
美顔器で毎日お肌のケアをしていたところ、メンバーからビューティ萩谷と呼ばれるようになった。メンズメイクデビューは舞台のためで、メンバーの安井謙太郎と一緒に初めてコスメを買いに行った。

## 出演
グループでの出演はLove-tune#出演、7ORDER#出演を参照。個人での出演のみ記載。

### テレビドラマ
- THE QUIZ（2012年9月1日、日本テレビ） - 當麻勇斗 役[31]
- BAD BOYS J（2013年4月 - 6月、日本テレビ） - 船本潤 役[32]
- SHARK〜2nd Season〜（2014年4月 - 7月、日本テレビ） - 小川晴也 役[33]

### 映画
- 劇場版 BAD BOYS J -最後に守るもの-（2013年11月9日公開） - 船本潤 役[34]

### テレビ番組
- イマドキ男子冒険バラエティ 真夜中のプリンス（2016年4月9日 - 2018年3月31日、テレビ朝日）[35]
- イケダンMAX（2019年4月18日 - 2020年3月26日、TOKYO MX）[36]
- 結び農縁 MUSUBI KNOW EN（2022年12月30日 - 2022年12月31日、さんいん中央テレビ）[37]

### ラジオ
- 7ORDER萩谷慧悟のNACK7（2020年12月1日 - 、NACK5）[13]

### 舞台
- Johnny's Dome Theatre 〜SUMMARY〜（2012年9月8日 - 9日、TOKYO DOME CITY HALL）[38]
- Live House ジャニーズ銀座（2013年5月17日 - 19日、シアタークリエ）[39]
- ANOTHER（2013年9月4日 - 28日、日生劇場）[40][41]
- なにわ侍 ハローTOKYO!!（2014年2月5日 - 2月28日、日生劇場）[42]
- ジャニーズ銀座 2014〔ジャニーズJr.〈Part1 & Part2〉〕（2014年5月9日 - 11日・28日・29日、シアタークリエ）[43][44]
- オーシャンズ11（2014年6月9日 - 7月6日、東急シアターオーブ） - ターク・モロイ 役[45]
- 2015新春 JOHNNYS' World（2015年1月1日 - 27日、帝国劇場）[46]
- ジャニーズ銀座 2015〔出演者H〕（2015年5月23日 - 25日、シアタークリエ）[47]
- 舞台『仮面ライダー斬月』-鎧武外伝-（2019年3月9日 - 24日、日本青年館ホール / 3月28日 - 31日、京都劇場） - アイム[48][49] / 仮面ライダープロト鎧武 役
- リーディングシアター『ダークアリス』（2019年6月2日、サンシャイン劇場）[50]
- DisGOONie Presents Vol.7 舞台『PSY・S〜PRESENT SECRET YOUNG SHERLOCK〜』（2019年11月7日 - 15日、シアター1010 / 11月23日 - 25日、梅田芸術劇場シアター・ドラマシティ）[51]
- 『えんとつ町のプペル』THE STAGE（2020年1月21日 - 26日、AiiA 2.5 Theater Kobe / 1月30日 - 2月5日、天王洲 銀河劇場） - 主演プペル 役[52]
- TXT vol.2『ID』（2021年6月17日 - 27日、よみうり大手町ホール / 7月2日 - 4日、サンケイホールブリーゼ） - 図書委員 / アバター 役（2役）[53]
- DisGOONie Presents Vol.10 舞台『MOTHERLAND』（2021年12月7日 - 8日、明治座） - One Day Special Guest[54]
- DisGOONie Presents Vol.11 舞台『Little Fandango』（2022年6月10日 - 19日、EX THEATER ROPPONGI / 7月2日 - 7月3日、COOL JAPAN PARK OSAKA WWホール） - 主演・ヘンリー・マッカーティ役[55]
- 劇団おぼんろ第23回本公演『月の鏡にうつる聲』（2023年8月4日 -13日、Mixalive TOKYO Theater Mixa） - 主演・アナタ役　[56][57]

- 舞台『ETERNAL GHOST FISH -永恒机关魚-』（2023年10月13日 - 22日、紀伊國屋ホール）[58]
- 少年社中 25周年記念ファイナル 第42回公演『テンペスト』（2024年1月6日 - 21日、サンシャイン劇場 / 1月25日 - 28日、梅田芸術劇場 シアター・ドラマシティ）[59]
- ミュージカル『GIRLFRIEND』（2024年6月14日 - 7月3日、シアタークリエ） - マイク 役（吉高志音、木原瑠生とトリプルキャスト）[60]
- 朗読劇『告白 コンフェッション』（2025年6月27日、I'M A SHOW） - 浅井 役[61][62]
- 劇団おぼんろ 第26回本公演『ラルスコット・ギグの動物園』（2025年9月11日[注 1]、Mixalive TOKYO Theater Mixa） ‐日替わりゲスト[63]

### オリジナルビデオ
- 仮面ライダーギーツ ジャマト・アウェイキング（2024年7月24日、東映ビデオ） - 蒼斗 / キングジャマト 役[64]

### テレビアニメ
- テクノロイド オーバーマインド（2023年1月4日 - ） - ライト / 北ノ丸光灯 役[65]

### ゲーム
- テクノロイド ユニゾンハート（2022年1月21日 - ） - ライト 役[15]

### CM
- サーティワンアイスクリーム「真夏の雪だるま大作戦」（2012年7月 - ）[66]

### コンサート
- フレッシュジャニーズJr. IN 横浜アリーナ（2012年12月16日、横浜アリーナ）[67]
- JOHNNYS' Worldの感謝祭 in 東京ドーム（2013年3月16日 - 17日、東京ドーム）[68]
- ガムシャラ! サマーステーション〔チーム者〕（2015年7月25日・28日・30日・8月1日・7日・9日・10日・15日、EXシアター六本木）[69]

### その他コンテンツ
- ボイレピ♪ 朝ごはん #36 萩谷慧悟さんの声で作る「ソーセージエッグマフィン」（2023年）[70]

## 作品
グループでの作品は7ORDER#作品を参照。個人での出演のみ記載。
- テクノロイド ユニゾンハート CLIMBER CD SERIES vol.2（2022年5月25日、エイベックス・ピクチャーズ）[71]

## 書籍
- HORIZON（2021年8月14日、トランスワールドジャパン）[72]
- AZURE BLUE（2022年7月18日、トランスワールドジャパン）[73]